# Michalinów (województwo śląskie)
Michalinów – wieś (do 31.12.2012 przysiółek wsi Mrówczak) w Polsce położona w województwie śląskim, w powiecie kłobuckim, w gminie Przystajń.
W latach 1975–1998 miejscowość administracyjnie należała do województwa częstochowskiego.
Zobacz też: Michalinowo, Michalinów k. Oleśnicy, Michalinów k. Trąbczyna